# Szalma Teréz
Szalma Teréz, Feichter Szalma (Kolozsvár, 1890. október 12. – Szombathely, 1966. szeptember 28.) színésznő.

## Életpályája
Mint műkedvelő 1903-ban kezdte a színi pályát. 1904-ben Dicsőszentmártonban kezdte el tulajdonképpeni működését.

## Családja
Szülei Feichter Szalma Gyula építőmester és Szilágyi Róza voltak. 1905-ben férjhez ment Halmi Jenő (1877–1938) színművészhez. Fiuk, Halmi Jenő (1905–1987) is színész lett.

## Színházi szerepei
- Nebántsvirág
- Bob herceg
- Gábor diák
- Antonia
- Királyné rózsája